# Cubocephalus micans
Cubocephalus micans är en stekelart som beskrevs av Henry Keith Townes, Jr. 1962. Cubocephalus micans ingår i släktet Cubocephalus och familjen brokparasitsteklar. Inga underarter finns listade i Catalogue of Life.